# خوسيه كارلوس دوس ريس
خوسيه كارلوس دوس ريس هو لاعب كرة قدم برازيلي في مركز الوسط، ولد في 11 فبراير 1988 في فارجينها في البرازيل. لعب مع نادي إيكاسا ونادي غواراني ونادي موجي ميريم ونادي نيفتشي باكو.